# Die Kunst des Verlierens (Film)
Die Kunst des Verlierens ist ein deutscher Kurzfilm aus dem Jahr 2014. Der Film wurde von der Filmakademie Baden-Württemberg und dem Südwestrundfunk produziert.

## Handlung
Am Anfang des Films sieht man den Boxer Christian Bender beim Joggen. Er kümmert sich um seinen Vater, der nach einem Schlaganfall pflegebedürftig ist. Maria, eine Freundin der Familie, ist Krankenschwester und hilft Bender bei der Pflege.
Als Christians Bruder Michael an einem Tag von einem Bundeswehreinsatz zurückkehrt, nimmt ihn Maria in Empfang und klärt sie über den Zustand seines Vaters auf. Als Christian dann nach Hause kommt, ignoriert er ihn zunächst, weil er sich von ihm im Stich gelassen gefühlt hat. Er bittet ihn nach einiger Zeit, seinen Vater zu pflegen, bis er seinen großen Kampf hinter sich hat. Michael willigt ein und übernimmt nach einer Einweisung die Pflege.
Während Christian den ganzen Tag trainiert, kommen sich Michael und Maria näher und sie verlieben sich ineinander.
Am Ende findet der Kampf statt, den Christian jedoch verliert. In der Schlussszene ist zuletzt der Vater in seinem Bett zu sehen.

## Produktion
Die Kunst des Verlierens war der Diplom-Abschlussfilm des Regisseurs David Voss für die Filmakademie Ludwigsburg, den er zusammen mit Filmproduktionsstudent Holger Bergmann und Kameramann Jan Prahl umsetzte. Als Drehort fiel Cottbus in den Fokus, da dort seine Schwiegermutter geboren war und ihre Mutter dort noch lebte. Gesucht wurde zunächst eine Wohnung mit „DDR-Feeling“, die letztlich durch Zufall über eine Bekannte gefunden wurde. Weitere Drehorte waren Kolkwitz und Hoyerswerda. Laura-Maria Hänsel lernte der Regisseur bei einem Besuch im Staatstheater kennen. Der Film wurde auf Grund des für Filmschularbeiten beschränkten Budgets vor allem durch Freunde und Bekannte getragen.
Ein exklusives Vorab-Screening fand am 20. Juli 2014 im Cottbuser Weltspiegelkino statt. Die offizielle Premiere fand auf den  so auf den Hofer Filmtagen 2014 statt. Der Film wurde auf mehreren Filmfestivals gezeigt, 2015 auf der Filmschau Baden-Württemberg sowie auf den Landshuter Kurzfilmfestival. Am 13. Mai 2016 lief er zum ersten Mal im Fernsehen auf dem Sender 3sat.

## Rezeption
Der Film wurde für den Deutschen Kurzfilmpreis 2014 nominiert, unterlag aber So schön wie du von  Franziska Pflaum. Die Jury fand folgende Worte für den Film:

„David Voss lässt den Zuschauer jedoch nicht in die Hoffnungslosigkeit versinken, sondern erlaubt ihm, wie Christian, zuversichtlich zu bleiben. Gibt es eine zweite Chance für die Brüder? Das Leben ist eine Kunst und dazu gehört auch das Verlieren. Nicht an den Nackenschlägen, die für uns täglich bereitgehalten werden, zu zerbrechen, Niederlagen zu akzeptieren und nicht zu den Gewinnern zu zählen – davon erzählt "Die Kunst des Verlierens" in 29 Minuten und gewinnt damit unsere Sympathie.“